# Instituto Cajal
O Instituto Cajal é um centro de investigação em neurobiologia integrado no Consejo Superior de Investigaciones Científicas (CSIC) da Espanha. O instituto foi assim denominado em homenagem ao médico e histologista Santiago Ramón y Cajal, recipiente do Nobel de Fisiologia ou Medicina de 1906 e fundador da moderna neurociência.